# William Godwin
William Godwin (Wisbech, Cambridgeshire, 3 de març de 1756 - Londres, 7 d'abril de 1836) va ser un escriptor polític anglès defensor de l'utilitarisme. Casat amb Mary Wollstonecraft, va defensar el dret de la dona a decidir el seu destí, així com idees inspiradores de l'anarquisme, notablement en la seva obra An Enquiry Concerning Political Justice. Pare de Mary Shelley.
Defensava que l'ésser humà era bo per naturalesa i que, per tant, la forma idònia de govern era una democràcia poc intervencionista. No és lícit imposar els propis principis als altres, ni tampoc a les nacions: el colonialisme és immoral i es basa en la recerca salvatge del benefici, en contra del principi ètic d'ajuda al necessitat que hauria d'imperar en la societat. Va polemitzar amb Thomas Malthus, perquè pensava que la pressió demogràfica no era un problema si cadascú actuava correctament.